# 石塚忠
石塚 忠（いしづか ただし、1951年10月3日 - ）は日本の技術者、実業家。日揮株式会社代表取締役社長。

## 来歴・人物
宮城県仙台市出身。1972年宮城工業高等専門学校（現仙台高等専門学校名取キャンパス）機械工学科卒業、日揮入社。プロジェクトマネージャーの森本省治（のちに代表取締役社長）を師と仰ぎ、東南アジアや中東の建設工事の指揮などで活躍した。2008年常務取締役に昇格。2010年専務取締役。2011年から取締役副社長を務め、2013年のアルジェリア人質事件では責任者として部下の遺体の引き取りをし、セキュリティ体制の整備にあたった。2015年家庭の事情で退任。2017年に上席副社長として日揮に復帰。同年代表取締役社長COO（Chief Operating Officer）に昇格し、リスク管理強化を進め、2018年には黒字転換を実現した。